# Gonzalo Castañón
Gonzalo Castañón Escarano (Mieres, 1834-Cayo Hueso, 1870) fue un escritor y periodista español asentado en Cuba. Su muerte, en un homicidio, dio pie, un año más tarde, al fusilamiento por parte de las autoridades coloniales de ocho estudiantes cubanos de medicina, acusados de una presunta profanación de su tumba.

## Biografía
Nacido el 2 de diciembre de 1834 en Mieres, estudió en la Universidad de Oviedo y se licenció en ambos derechos el 24 de enero de 1859.  Se dio a conocer en la prensa hacia 1857 como fundador del periódico La Tradición.

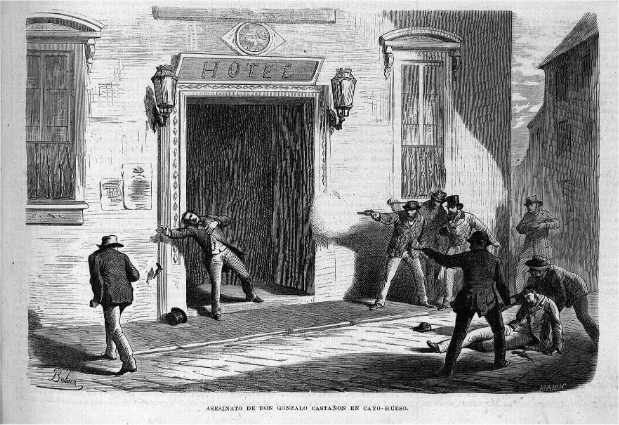
Muerte de Castañón en Cayo Hueso

Amigo íntimo de Antonio Arango y Valdés, colaboró con él en muchos periódicos ovetenses, hasta que se trasladó a Madrid para formar parte de la redacción de El Día y pasando luego a ser director de la Crónica de Ambos Mundos. En 1863 regresó a Asturias, donde al poco tiempo fue elegido diputado provincial. En Cuba desempeñó los cargos de secretario del Gobierno de Puerto Príncipe, oficial letrado del Consejo de Administración y jefe de contribuciones del Banco Español de La Habana. Fue fundador y director de La Voz de Cuba, además de fundar La Quincena.
Falleció víctima de un homicidio en Cayo Hueso el 31 de enero o el 1 de febrero de 1870. Al año siguiente de estos sucesos, el 27 de noviembre de 1871, ocho estudiantes de medicina cubanos fueron ejecutados por una presunta profanación de sus restos mortales, que en 1887 fueron llevados a España. Sus restos se hallan en Los Pontones de Telledo, en el concejo asturiano de Lena.

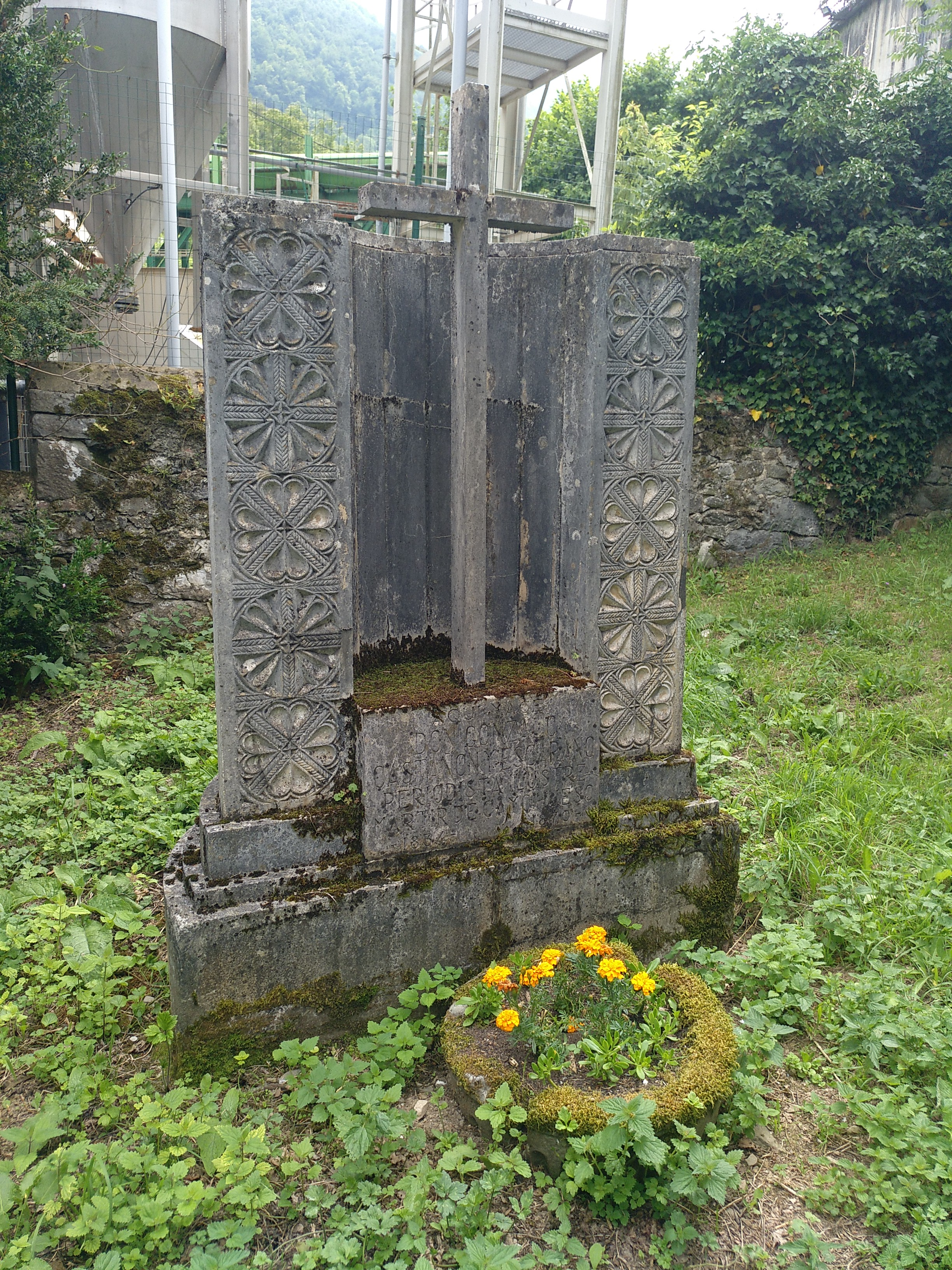
Sepultura de Gonzalo Castañón en Lena